# Ercheia uniformis
Ercheia uniformis là một loài bướm đêm trong họ Noctuidae.